# أمل عمران
أمل عمران (3 يونيو 1968) ممثلة صوت ومخرجة مسرحية سورية.

## حياتها
تخرجت من المعهد العالي للفنون المسرحية، كما حصلت على منحة دراسية إلى الولايات المتحدة ودورة تأهيل مسرحي في تشيكوسلوفاكيا. انتسبت في الولايات المتحدة إلى معهد للرقص التعبيري، وأدارت عدة ورشات عمل لممثلين هواة، وقد وجدت في «معهد تياترو» لفنون الأداء فرصتها في اكتشاف مواهب شابة . وهي عضو في نقابة الفنانين. تجربتها الأولى على خشبة المسرح كانت في عرض (الاغتصاب) لجواد الأسدي.
شاركت مع الفنان فايز قزق في مسرحية (ريتشارد الثالث) للمخرج الكويتي-الإنجليزي سليمان البسام، والتي عرضت في إنجلترا.

## أعمالها

### في التلفزيون
- مسلسل وجوه وأماكن
- مسلسل زمن الخوف
- مسلسل سقف العالم
- مسلسل الفوارس
- مسلسل الإخوة

### في الأفلام
- فيلم تحت السقف

### في الدوبلاج
- الأميرة الجميلة - اوديت
- ذا تيتان - اكيما
- المقاتل النبيل - ساندي
- فرسان الأرض - رامي
- فرقة العدالة - هوك غيرل
- أجنحة كاندام - ريلينا
- مختبر ديكستر - ديكستر
- أبطال الديجيتال ج2 - يزن
- السيف القاطع - لينا
- نزال شاولين الحاسم - أومي
- سابق ولاحق - الصاعق شوقي
- سكوبي دو - دافني
- إيروكا - يوسوكو
- المحقق كونان - جينتا كيساكي
- القط الأسود - كورو
- الدراج المقنع - يوري
- وودي نقار الخشب - وودي
- أنا وأخي - خالة سامي
- جويل بت - خالة رانيا
- جويل بت توينكل - خالة أميرة
- صبايا - رغد

•بنات الميتم -بيلين

## روابط خارجية
- أمل عمران على موقع قاعدة بيانات الأفلام العربية